# Operatie Charnwood
Operatie Charnwood was een Anglo-Canadees offensief in de Tweede Wereldoorlog dat plaatsvond op 8 en 9 juli 1944 tijdens de Slag om Caen, onderdeel van de grotere Operatie Overlord. Met de operatie werd gepoogd de door de Duitsers bezette stad Caen (gedeeltelijk) te veroveren, een belangrijke geallieerde doelstelling in de vroege stadia van Operatie Overlord.

## Prelude
Operatie Charnwood, gepland na gedeeltelijk falen van Operatie Epsom, werd voorafgegaan door een strategisch bombardement. Op 7 juli 1944 om 21.50 uur begonnen 467 geallieerde vliegtuigen de stad Caen te bombarderen. Binnen 40 minuten werd de middeleeuwse stad volledig platgebombardeerd. Het enige echte effect van deze bomaanslag was echter het doden van meer dan 300 Franse burgers en het alarmeren van de Duitse troepen, die zich gereed konden maken voor de aanval.

## De operatie
Tijdens de ochtend van 8 juli, 4:30 uur, vielen 115.000 man en 500 tanks van het Britse 1e Legerkorps en de 59e (Staffordshire) Infanteriedivisie samen met de 3e Canadese Infanteriedivisie, Caen aan. Tegen het einde van de dag bereikten de troepen de buitenwijken van de platgebombardeerde stad. In de ochtend van 9 juli stuitten de geallieerden op teruggekeerde Duitse eenheden, die waren gealarmeerd na het bombardement op 7 juli. Uiteindelijk bereikten de Britse en Canadese troepen rond 18:00 uur de bruggenhoofden van de Orne en Odon rivier. De gebieden langs de noordoevers werd bevrijd, waaronder een schuilplaats waar ongeveer 20.000 burgers bivakkeerden. De overgebleven bruggen werden verdedigd door Duitse reserves of onbegaanbaar, waardoor de operatie eindigde.

## Nasleep
Met het veroveren van het noorden van Caen en de vele slachtoffers van de Duitse verdedigers, was Operatie Charnwood een kostbaar tactisch succes voor de geallieerden. Operationeel trokken de Duitsers zich terug uit het noorden van de rivier de Orne, maar stopten ze niet met het sturen van troepen naar het geallieerde front. Zo vestigden de Duitsers nog een verdedigingslinie in het zuiden van de stad.
De geallieerden hielden het initiatief bij de Slag om Caen en begonnen de volgende dag met Operatie Jupiter en Operatie Goodwood en Operatie Atlantic een week later, om de rest van Caen te veroveren.